# 弗里真托
弗里真托（義大利語：Frigento），是意大利阿韦利诺省的一个市镇。总面积37.75平方公里，人口4042人，人口密度107.1人/平方公里（2009年）。ISTAT代码为064035。